# 예릉 (조선)
예릉(睿陵)은 조선 제25대 임금인 철종과 철인왕후의 능이다. 서삼릉 중의 하나로 대한민국의 사적 제200호로 대한민국 경기도 고양시 덕양구 원당동 산 37-1에 있으며, 1863년 철종 14년에 조성되었다.

## 개요
조선 철종의 능인 예릉은 《국조오례의》, 《국조속오례의》, 《국조상례보편》과 같은 오례에 의거한 능으로는 마지막 능이다. 철종은 재위 14년 1863년 33세의 나이로 승하하였고, 흥선대원군에 의해 정치적인 이유로 웅장하게 조성되었다. 1878년 철종의 비인 철인왕후가 42세의 나이로 승하하면서, 함께 안장되었다.